# سانتیاگو د ساگاژیتابال
سانتیاگو د ساگاژیتابال (انگلیسی: Santiago De Sagastizabal؛ زادهٔ ۹ مهٔ ۱۹۹۷) بازیکن فوتبال است.